# Ercole Lupinacci
Dom Ercole Lupinacci (San Giorgio Albanese, 23 de novembro de 1933 - San Cosmo Albanese, 6 de agosto de 2016) foi um italiano de etnia arbëreshë e bispo emérito das eparquias Católicas Ítalo-Albanesas de Piana degli Albanesi e Lungro.